# Data (Star Trek)
Locotenent-comandorul Data este un personaj fictiv din universul Star Trek interpretat de actorul Brent Spiner. El apare în serialul de televiziune Star Trek: Generația următoare și în filmele de lung metraj Star Trek: Generații, Star Trek: Primul contact, Star Trek: Rebeliune și Star Trek: Nemesis.
Proiectat si construit de doctorul Noonien Soong pe planeta Omicron Theta, Data este un android care are sentimente. El servește ca ofițer secund la bordul navelor spațiale USS Enterprise-D și USS Enterprise-E. Creierul lui pozitronic îi permite capacitați impresionante de calcul. Data a întâmpinat dificultăți în timpul primilor săi ani de viață în înțelegerea diferitelor aspecte ale comportamentului uman și a fost în imposibilitatea de a simți emoții sau să înțeleagă anumite idiosincrazii umane, depunând mari eforturi pentru a deveni uman. În cele din urmă, acest obiectiv l-a făcut să-și adăuge la rețeaua pozitronică un cip emoțional, creat tot de Noonien Soong. 